# Emil Höfer (Graveur)

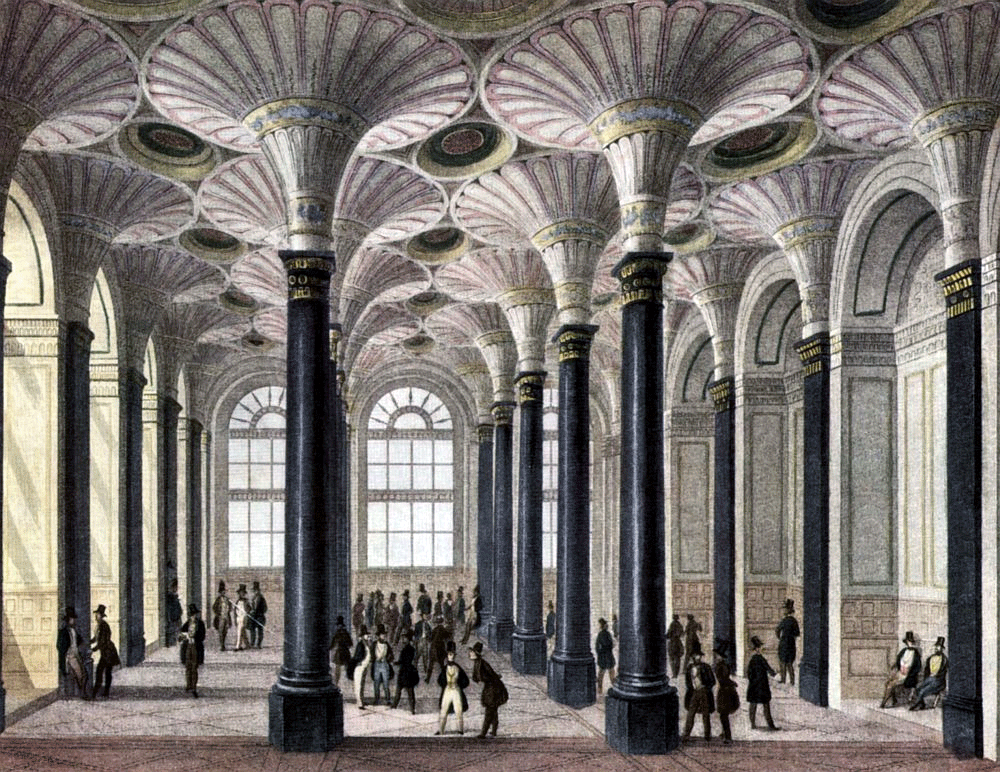
„Die Börse“ in Frankfurt;
1845, nach Zeichnung von Jakob Fürchtegott Dielmann, koloriert

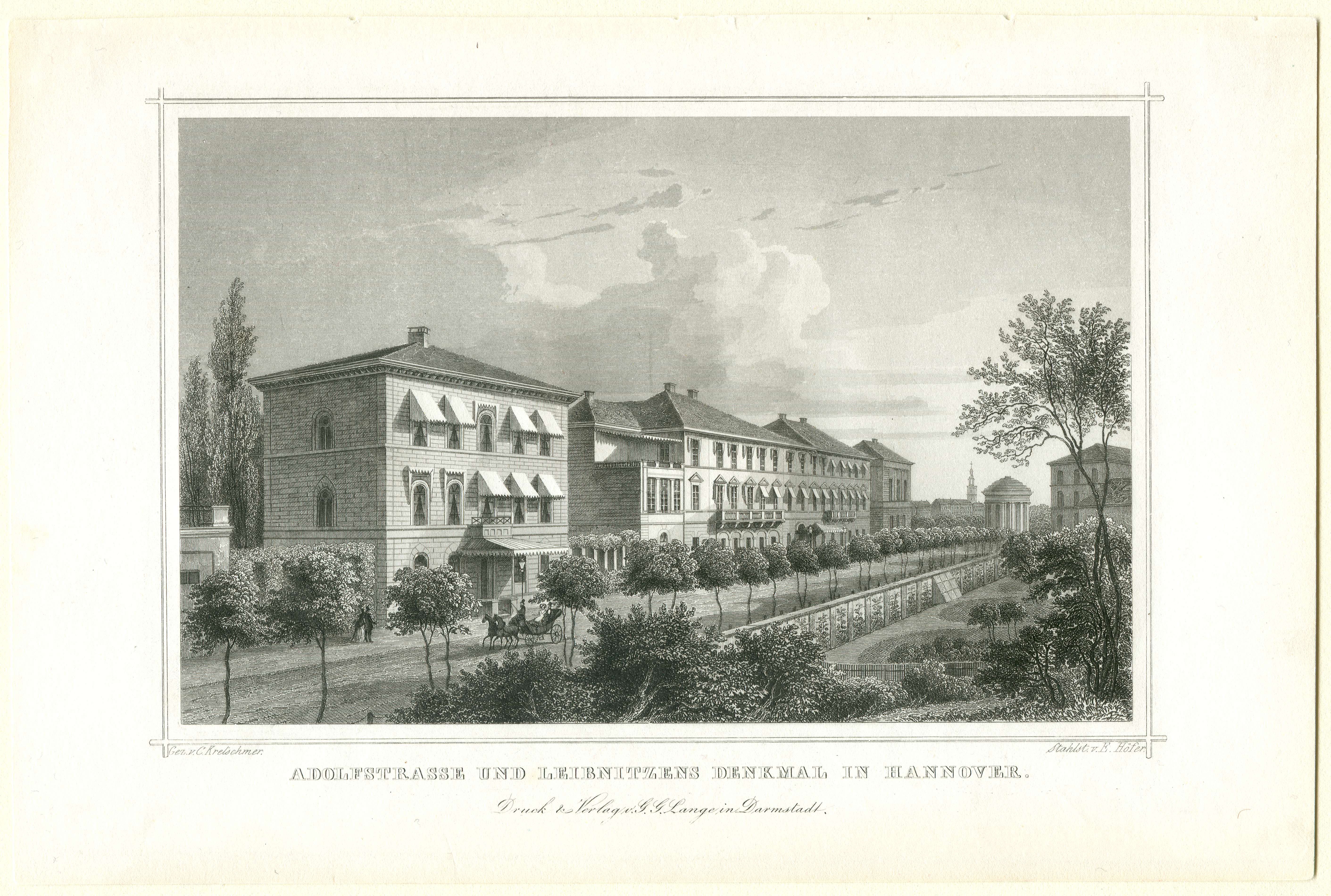
„Adolfstraße und Leibnitzens Denkmal in Hannover“, Stahlstich;
nach Wilhelm Kretschmer, 1850er Jahre;
„Druck und Verlag v. G. G. Lange in Darmstadt“

Emil Höfer (auch: Ernst Emil Höfer; * 14. Dezember 1815 in Darmstadt; † 25. August 1880 ebenda) war ein deutscher Stahlstecher.

## Leben und Werk
Emil Höfer wirkte als Graveur von 1830 bis circa 1850. Seine zahlreichen Stahlstiche, die teilweise handkoloriert verkauft wurden, zeigen insbesondere Ansichten von Städten aus Südwestdeutschland wie etwa Augsburg, Bamberg, Kehl, Landshut, München, Nürnberg, Ravensburg, Regensburg, Sigmaringen, Teinach, Zavelstein und andere. Höfer stach nach Vorlagen von Künstlern wie beispielsweise Konrad Corradi, Louis Hoffmeister, Joseph Kranzberger, Heinrich Schönfeld und anderen.
Höfer wirkte darüber hinaus als Mitarbeiter bei dem bei Gustav Georg Lange 1850 in Darmstadt erschienenen Bildband Das Kurfürstentum Hessen, aber auch an einer von dem Maler Eberhard Emminger gezeichneten Folge von Ansichten des Rheins, die 1852 in Mainz erschien.